# 古亭笨
古亭笨，是台灣宜蘭縣壯圍鄉的一個傳統地域名稱，位於該鄉北部。相較於今日行政區，其範圍大致與古亭村相近。

## 歷史
台灣清治末期，古亭笨地區為一街庄，稱為「古亭笨庄」，隸屬於四圍堡。該庄東與大福庄、三塊厝庄為鄰，南與十三股庄、功勞庄為鄰，西邊為五間庄，北邊為土圍庄、新發庄。
1901年（日治明治三十四年）11月，廢縣廳改設二十廳，該庄隸屬於宜蘭廳，編入第二區。1905年（明治三十八年）7月，該區改名「四圍區」。1909年（明治四十二年）10月，合併二十廳為十二廳，該庄仍隸屬於宜蘭廳。1920年（大正九年），廢十二廳改設五州二廳，該庄改制為「古亭笨」大字，隸屬於臺北州宜蘭郡壯圍庄。
戰後壯圍庄改制為壯圍鄉，隸屬於臺北縣，大字亦改制為村。1950年10月，北、基、宜分治，壯圍鄉改隸屬於宜蘭縣。
古亭笨是取自「古亭畚」穀倉的諧音。由於「笨」字在中文上有負面意義在，日後將地名的「笨」字移除，改名為古亭。

## 聚落
本地區發展較早的聚落有古亭笨、八股等，在日治期初期的官方地圖上已有記載。

## 交通
縣道191號（美功路二段～一段）是頂埔至宜蘭的道路，大致以北偏東—南偏西走向經過古亭笨地區西部邊界外不遠處。由該道路向北偏東可前往抵美、踏踏、茅埔、五股、大塭、二圍東南端、中崙、頂埔並止於省道台2庚線路口，向南偏西可前往五間、壯七並止於宜蘭市區東側的省道台7線路口。
縣道192號（大福路三段）是礁溪龍潭至大福的道路，大致以西南—東北走向蜿蜒經過本地區西北部及北部邊界外不遠處。由該道路向西南可前往五間、辛子罕、一結南部、大坡龍潭並止於梅洲二路路口，向東北可前往車路頭、大福地區北部並止於省道台2線路口。
鄉道宜7線是竹安至新南的道路，大致以北偏東—南偏西走向轉北向南經過本地區東部。由該道路向北偏東可前往新發、車路頭東南部、塭底、大塭東南端並止於鄉道宜4線路口，向南可前往十三股、壯六東部、公館西部、新興、南興並止於鄉道宜16線路口。
鄉道宜8線（永美路二段、古亭路、永美路一段）是龍潭至永鎮的道路，也是本地區主要的橫向道路，大致以西北—東南走向轉西向東再轉北向南再轉西向東經過本地區西部及南部。由該道路向西北可前往土圍西南部、抵美、武暖、四結、大陂龍潭並止於鄉道宜5線路口，向東可前往十三股北部、三塊厝永鎮並止於省道台2線路口。
鄉道宜9線（新社路、古亭路、中央路三段）是社頭至南興的道路，大致以東北東—西南西走向轉東北—西南走向再轉東向西再轉北向南再轉北北東—南南西走向經過本地區中部偏東地帶。由該道路向東北東可前往大福地區南部並止於省道台2線路口，向西南可前往功勞、壯六西北部、壯圍市區、美福、南興並止於鄉道宜16線路口。
鄉道宜10線（順和路）是七張至過嶺的道路，大致以西北西—東南東走向經過本地區南端。由該道路向西北西可前往功勞、七張並止於縣道191號路口，向東南東可前往十三股、過嶺並止於省道台2線路口。

## 學校
- 古亭國小